# به سوی خود چیزها

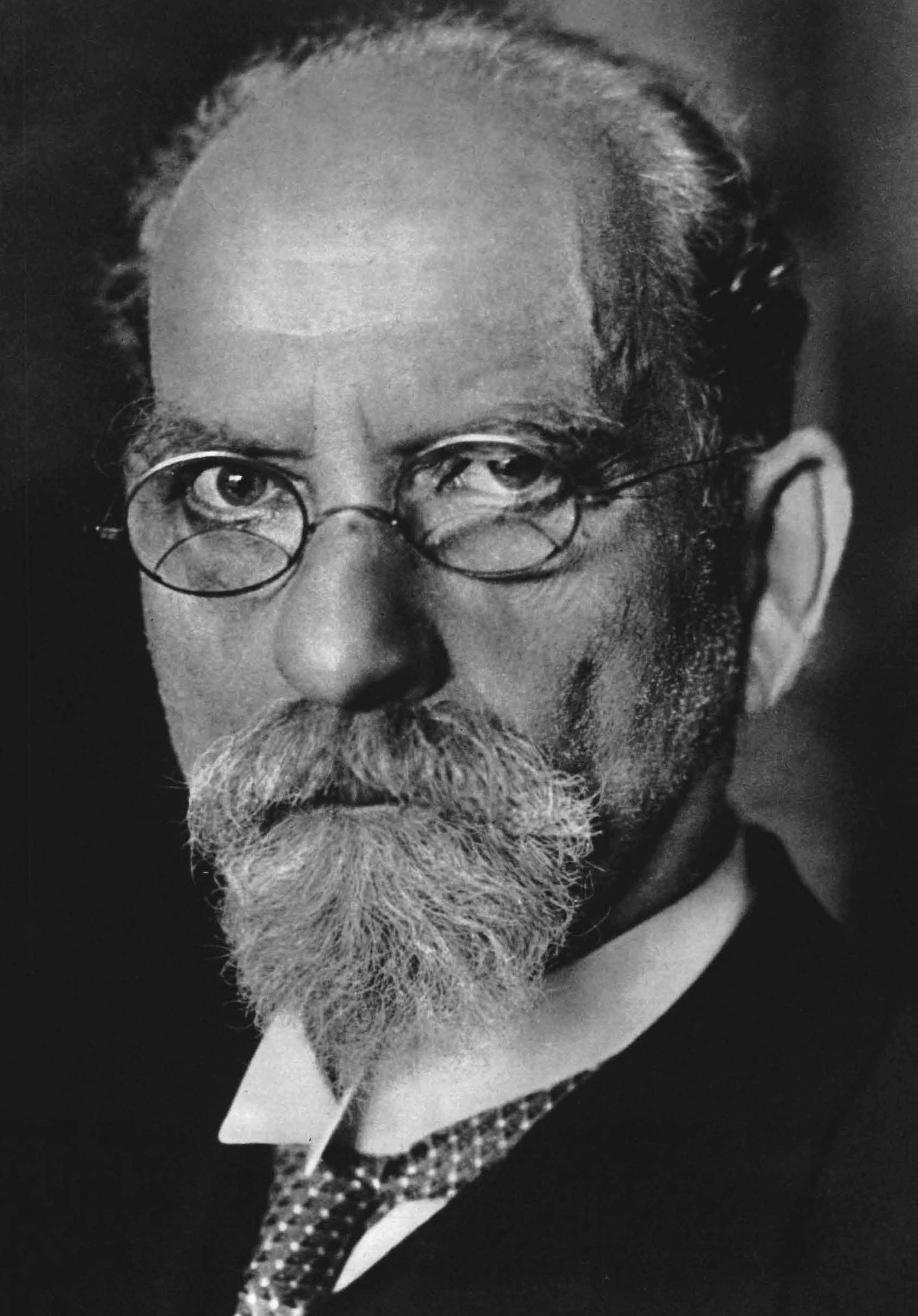
ادموند هوسرل

ادموند هوسِرْل (به آلمانی: Edmund Husserl) از فیلسوفان آلمانی-اتریشی مهم و تأثیرگذار سده بیستم و بنیانگذار پدیدارشناسی بانگ نبرد فلسفی معروف خود را چنین به صدا درمی‌آورد: «به سوی خود چیزها»
بدین ترتیب فریاد جنگِ جنبش پدیدارشناسی که در سالهای ۱۹۰۱–۱۹۰۰ توسط ادموند هوسرل آغاز شد، به صدا درآمد. از جمله فیلسوفانی که به دنبال این نظریهٔ هوسرل خود را با این جنبش مرتبط کردند و مشتاقانه سخن هوسرل را تکرار کردند، مارتین هایدیگر بود.
به سوی خودی چیزها ، بیانگر این نکته است که پدیده‌ها ، چیزهایی هستند که خود را نشان می دهند و پدیدارشناس آنها را آنگونه که چیزها خودشان را نشان می دهند توصیف و بازنمود می‌کند .
به سوی خود چیزها ، مهم‌ترین اصلِ پدیدارشناسی است. «لامبرت» نخستین بار لفظ «فنومنولوژی» را به زبان آلمانی در کتاب خود به کار برد که ما آن را پدیدارشناسی می‌نامیم. لامبرت پدیدارشناسی را علمی ـ انتقادی می‌دانست که از دیدگاه این علم انتقادی «فنومن» را باید به «نمود» ترجمه کرد. در این علم از این‌که «نمود» نه «بود» است و نه نبود و نه حقیقت است و نه خطا بلکه برزخ بین آنهاست سخن می‌رود و نباید نمود با حقیقت یا خطا اشتباه شود. پس از لامبرت دیگران نیز کم و بیش در همین معنا پدیدارشناسی را با تطبیق به موردی خاص به کار بردند. به عنوان مثال کتاب مقدس را متنی دانستند که با ما کودکان، پدیدارشناسانه سخن می‌گوید و عالمی‌که در آن تصویر شده است چنان است که بر ما می‌نماید و این حکم و حسابی غیر از بیان دقیق علمی و هندسی است.
کسانی نیز در مباحث اپتیک و چگونگی دیدن و در هنر آن را به کار گرفتند و این اصطلاح پس از آن به دلیل عنوان کتاب هگل رواج بسیار یافت. البته باید دانست که لفظ «گایست» آلمانی که در عنوان این کتاب به کار رفته ترجمه نوس یونانی است که در سنت فلسفی ما آن را به عقل ترجمه کرده‌اند؛ بنابراین نام کتاب هگل پدیدارشناسی عقل می‌تواند بود. این کتاب زمانی منتشر شد که شهر «ینا» به تصرف ناپلئون درآمده بود و انتشار آن با مشکل مواجه شده بود. از نظر وی هگل به فنومنولوژی مطلق نپرداخته بلکه به فنومنولوژی روح یا روان یا عقل می‌پردازد و قصد می‌کند که سیستم علم را چنان به تدوین درآورد که نهایتاً فلسفه که تا او، عشق به دانایی بوده است رسیدن به دانایی شود.
پس از آن هوسرل بود که پس از درآمدن به حلقه شاگردان فیلسوف اتریشی (فرانس برنتانو) به معنای حیث التفاتی ادراک واقف شد. برنتانو برای این‌که فصل ممیز امر نفسانی از جسمانی رادر کتاب علم‌النفس از دیدگاه تجربی به دست دهد به اینجا می‌رسد که هر امر نفسانی ملتفت و معطوف و متوجه به چیزی است که این همان حیث‌التفاتی خواهد بود. هوسرل پس از انتقادات فرگه منطقی بزرگ آلمانی بود که به مکتب پسیکولوژی به شکل انتقادی نظر کرد و در جلد اول کتاب پژوهش‌های منطقی به بیان مغالطات منطقی این مکتب که در آن بین کار نفسانی آگاه شدن از چیزی که کاری تجربی و در خور مطالعه روان‌شناسی است با آنچه در این کار انسان از آن آگاه می‌شود خلط و اشتباه صورت می‌گیرد، پرداخت.
در مکتب پسیکولوژی سعی بر آن است که ضروریات منطقی از راه رد و ارجاع آنها به واقعیات تجربی که در ذهن انسان می‌گذرد توضیح داده شود و این به آن می‌ماند که درستی یک حکم ریاضی منوط به چگونگی کشف آن باشد. این گونه است که هوسرل این مسئله را خلط منطقی دانسته و در جلد دوم کتابش با روشی جدید سعی در بیان ضروریات منطقی و نحوه تعلق علم به آنها با فنومنولوژی کرده است.
پدیدارشناسی در دوران عمر خود هوسرل نیز تحولاتی پذیرفت که در شخصیت متفکری عمیق و جدی چون او ریشه داشت که همواره از نو می‌آغازید و می‌پنداشت که برای رساندن پدیدارشناسی به جایی در خور، عمر نوح خواهد داشت، اما به گفته دکتر پرویز ضیاء شهابی در بیان احوال تاریخی هایدگر او هنوز به دبیرستان می‌رفت که رساله برنتانو توسط کشیش شهر زادگاهش به او هدیه شد که عنوانش: دربارهٔ وجوه معانی مشکک موجود نزد ارسطاطالیس بود و وی تمام عمر به دنبال معنایی گشت که میان معانی مختلف لفظ موجود به آن معانی وحدت می‌بخشد. این به معنی پرسش از معنای حقیقی وجود است. او ابتدا در شهر زادگاهش به خواندن تئولوژی یا الهیات مشغول شد و سپس به فلسفه و ریاضیات و علوم طبیعی روی آورد و از همان ترم نخست کتاب پژوهش‌های منطقی روی میز کارش به چشم می‌خورد.
هایدگر شدیداً متأثر از ارسطوست که می‌پرسد: اوسیا چیست؟ که اوسیا به معنای هست راستین یا آنچه حقیقتاً هست، می‌باشد. هایدگر در کتاب وجود و زمان سعی می‌کند بنیاد این کهن پرسش فلسفی را نو کند و آن را از نو بنیاد نهد البته نه از حیث مضمون و محتوا، بلکه از حیث شیوه درمیان آوردن پرسش و روش طرح پرسش.
در تطبیق فنومنولوژی در هوسرل و هایدگر باید گفت: فلسفه هوسرل پدیدارشناسی آگاهی است و پدیدارشناسی هایدگر پدیدارشناسی دازاین (انسان) است. در دازاین لفظ «دا» در زبان آلمانی یک معنی مکانی دارد که در آن هم‌معنی اینجا و آنجا می‌دهد و هم به معنای نه اینجا و نه آنجاست بنابراین «Da» گاه اینجاست گاه آنجا و گاه نه اینجاست و نه آنجا. گذشته از این معنی مکانی یک معنی زمانی نیز دارد که در آن هم ابهام دارد. گاه به معنی اکنون و گاه به معنی «آنگاه» است؛ بنابراین هایدگر انسان را که نحوه وجودش غیر از نحوه وجود چیزهاست و آنچه حقیقتاً «هست» هنوز «نیست» و مقامش در روشنیگاه و حضرت وجود است (دازاین) می‌نامد؛ بنابراین خود پدیدارشناسی نزد هایدگر و هوسرل مشترک است، اما هوسرل آن را در صورت‌های مختلف آگاهی انسان از چیزها اعمال کرده است و هایدگر آن را برای به دید آوردن حقیقت دازاین به کار بسته است.
هایدگر به جز آن‌که در آنچه به مدد پدیدارشناسی، «پدیدار» می‌شود با هوسرل اختلاف دارد، بلکه روش را نیز به صورت تازه درآورده است که اگر کسی معنای آن را درست بفهمد همواره باید از نو بنیاد کند، زیرا از یک سری قالب‌ها و کلیشه‌ها عبارت نیست و نمی‌توان آن را به دستورالعمل و تکنیک و صناعت تبدیل کرد.

## به سوی خود چیزها، نزدمارتین هایدیگر

مارتین هایدیگر

شروع بحث پدیدارشناسی هایدگر گذر از نمودها و حرکت به سوی بود ـ هاست. بسیاری از چیزها آن چنان‌که هست در آگاهی ما حضور نمی‌یابد، بلکه با واسطه نمودها و نمادها در آگاهی ما آشکار می‌گردد. این آشکارگی عین اختفای حقیقت آن چیزهاست. پس هر نوع آشکارگی، خود گونه ای پوشیدگی است. هر گاه چیزی همچنان‌که هست با تمام عینیت خود آشکار شود، در آن صورت با پیداییِ ذات آن چیز روبرو شده‌ایم و این همان پدیدارشناسی است،  یعنی پیدایی خود چیزها در ذات خودشان نه پیدایی چیزهایی که از آن چیز دیگر حکایت می‌کند. پس همهٔ انواع دلالت‌ها و حکایت‌ها نه تنها پدیدار نیست بلکه اختفای حقیقت چیزهاست. از این روست که هایدگر می‌گوید: پدیدارشناسی حرکت برای شهود خود چیزهاست.
مثلاً کلمات تنها به حکایت و دلالت از معنای می‌پردازند و معانی ذهنی نیز خود عین حقیقت نیستند، بلکه معانی و صورتهای ذهنی نیز خود بر اعیان خارجی اشیاء دلالت می‌کنند. حال باید دید آیا ما به طور معمول با اعیان حقیقی اشیاء آنچنان که در متن هستی تحقق دارند روبرو می‌شویم یا با معانی و صور ذهنی که از آنها دلالت می‌کنند؟ پاسخ هایدگر این است که فلسفه مدرن از هستی یا وجود غفلت ورزیده و به هستنده یا موجود پرداخته است و حتی از روبرو شدن با موجود هم عقب‌نشینی کرده و به ظهور و تجلی موجود در ذهن پرداخته است (نمودها به جای بودها).
بنابراین خاستگاه، نقطه شروع و آغازگاه پدیدارشناسی، حرکت به سوی خود چیزهاست . وقتی چیزی در آگاهی ما ظاهر می‌شود. این آشکارگی عین بودن شیء نیست بلکه نماد و تجلی بودن چیزی است، درست مانند سرخی چهره که به دلالت طبیعی بر وجود شرم دلالت می‌کند. در این‌جا خود ذات شرم در آگاهی ما حضور نمی‌یابد بلکه ما از روی نشانه چیزی به نام احساس شرم را در آگاهی خویش باز سازی می‌کنیم و سپس درباره شرم، داوری و نظریه‌پردازی می‌کنیم. سایر امور نیز چنین است. البته سرخی چهره بر شرم و تب بر بیماری دلالت می‌کنند و این دلالت‌ها صحیح است اما باید هشیار بود که در این نمونه‌ها هستی شرم یا بیماری بر ما آشکار نمی‌شود بلکه نشانگان آنها در ما آشکار می‌شود. در تمام نشانه‌ها و نمادها دوگانه‌ای از آشکارگی و اختفا دریافت می‌شود. هنگامی‌که خود هستی آنچنان که هست - نه تنها برای ما - بلکه برای خود آشکار شود آنگاه هستی پدیدار شده است. پس پدیدارشناسی، حضور وجود و هستی برای خویشتن است.
در مورد ما آدمیان نیز پدیدارشناسی حضور هستی ما برای خود ماست. حضور ما برای خود نه از منظر تئوری‌ها و نظریه‌ها که در ان صورت باز ما در پشت نظریه‌ها به اختفا می‌رویم. هر وقت ما صرف نظر از نمادها، دلالت‌ها، نمودها و تجلی‌ها خود را آنچنان که هستیم درک کنیم در آن صورت بودگی و هستی ما بر ما به شکلی پدیدار شناسانه آشکار شده است. پس، پدیدارشناسی حرکت به سوی خود چیزهاست و می‌تواند در هر حوزه‌ای به عنوان روشی برای شناخت حقیقی ابژه‌ها و چیزها به کار رود. بنابراین، پدیدارشناسی در نگاه هوسرل و هایدگر باز ایستاندن فلسفه از نمودها و فراخوان بسوی بودهاست یا به تعبیر دیگر بازگشت به خودچیزهاست.